# Gare de La Barre - Ormesson
Gare de La Barre - Ormesson vasútállomás Franciaországban, Deuil-la-Barre településen.

## Vasútvonalak
Az állomást az alábbi vasútvonalak érintik:
- Saint-Denis–Dieppe-vasútvonal

## Kapcsolódó állomások
A vasútállomáshoz az alábbi állomások vannak a legközelebb:
- Gare d’Enghien-les-Bains (Gare de Pontoise, Gare de Persan - Beaumont, Transilien H)
- Gare d’Épinay - Villetaneuse (Paris Gare du Nord, Transilien H)